# Withius crassipes
Withius crassipes är en spindeldjursart som först beskrevs av Lawrence 1937.  Withius crassipes ingår i släktet Withius och familjen Withiidae. Inga underarter finns listade i Catalogue of Life.